# دخان (من الأفضل الاتصال بسول)
«دخان» (بالإنجليزية: Smoke)‏ هي الحلقة الأولى للموسم الرابع من مسلسل إيه إم سي التلفزيوني الدرامي من الأفضل الاتصال بسول، المسلسل يُعتبر بادئة من مسلسل اختلال ضال. تم بث الحلقة في 6 أغسطس 2018 على قناة إيه إم سي بالولايات المتحدة. خارج الولايات المتحدة، تم عرض الحلقة لأول مرة على خدمة البث نتفليكس في عدة بلدان.

## الاستقبال

### التقييمات
شاهده الحلقة 1.77 مليون مشاهد في الولايات المتحدة في موعد بثها الأصلي، أقل من خاتمة الموسم الثالث التي جلبت 1.85 مليون مشاهد أمريكي.

## وصلات خارجية
- «دخان» على إيه إم سي (بالإنجليزية)
- «دخان» على قاعدة بيانات الأفلام على الإنترنت (بالإنجليزية)